# Communauté de communes du Pays de Tronçais
Die Communauté de communes du Pays de Tronçais ist ein französischer Gemeindeverband mit Rechtsform einer Communauté de communes im Département Allier in der Region Auvergne-Rhône-Alpes. Sie wurde am 30. Dezember 1999 gegründet und umfasst 15 Gemeinden. Der Verwaltungssitz befindet sich im Ort Cérilly.

## Mitgliedsgemeinden
| Gemeinde                                   | Einwohner 1. Januar 2022 | Fläche km² | Dichte Einw./km² | Code INSEE | Postleitzahl |
| ------------------------------------------ | ------------------------ | ---------- | ---------------- | ---------- | ------------ |
| Ainay-le-Château                           | 987                      | 24,07      | 41               | 03003      | 03360        |
| Braize                                     | 259                      | 20,95      | 12               | 03037      | 03360        |
| Cérilly                                    | 1.312                    | 70,55      | 19               | 03048      | 03350        |
| Couleuvre                                  | 592                      | 53,83      | 11               | 03087      | 03320        |
| Hérisson                                   | 564                      | 32,57      | 17               | 03127      | 03190        |
| Isle-et-Bardais                            | 278                      | 44,65      | 6                | 03130      | 03360        |
| Le Brethon                                 | 324                      | 44,61      | 7                | 03041      | 03350        |
| Le Vilhain                                 | 269                      | 26,37      | 10               | 03313      | 03350        |
| Lételon                                    | 91                       | 6,37       | 14               | 03143      | 03360        |
| Meaulne-Vitray                             | 907                      | 50,10      | 18               | 03168      | 03360        |
| Saint-Bonnet-Tronçais                      | 739                      | 27,98      | 26               | 03221      | 03360        |
| Saint-Caprais                              | 97                       | 20,14      | 5                | 03222      | 03190        |
| Theneuille                                 | 340                      | 39,73      | 9                | 03282      | 03350        |
| Urçay                                      | 296                      | 12,49      | 24               | 03293      | 03360        |
| Valigny                                    | 376                      | 21,18      | 18               | 03296      | 03360        |
| Communauté de communes du Pays de Tronçais | 7.431                    | 495,59     | 15               | –          | –            |